# Hệ quy chiếu quay
Hệ quy chiếu quay là một hệ quy chiếu phi quán tính quay so với một hệ quy chiếu quán tính. Ví dụ về hệ quy chiếu quay có thể thấy được hằng ngày là bề mặt Trái Đất.

## Liên hệ giữa hệ quy chiếu quay và hệ quy chiếu đứng yên
Sau đây là các phép toán chứng minh các công thức về gia tốc và các lực ảo trong hệ quy chiếu quay. Bắt đầu với mối quan hệ giữa tọa độ trong 2 hệ quy chiếu. Sau đó, khi lấy đạo hàm theo thời gian sẽ xuất hiện các công thức liên hệ giữa vận tốc và gia tốc trong 2 hệ quy chiếu. Sử dụng các gia tốc này so sánh với định luật 2 Newton sẽ xác định được các lực ảo.

### Liên hệ vị trí giữa 2 hệ quy chiếu
Để chứng minh được các lực ảo này, sẽ thuận tiện hơn khi đặt tọa độ chất điểm ở hệ quy chiếu quay là {\displaystyle \left(x',y',z'\right)} và ở hệ quy chiếu quán tính có cùng gốc tọa độ là {\displaystyle \left(x,y,z\right)}. Nếu hệ quy chiếu quay quay quanh trục {\displaystyle z} với vận tốc góc {\displaystyle \Omega } và 2 hệ quy chiếu này trùng nhau ở thời điểm {\displaystyle t=0} thì tọa độ trong hệ quy chiếu quán tính có thể được viết như sau:
{\displaystyle x=x'\cos \left(\Omega t\right)-y'\sin \left(\Omega t\right)}
{\displaystyle y=x'\sin \left(\Omega t\right)+y'\cos \left(\Omega t\right)}
và biến đổi ngược lại ta có:
{\displaystyle x'=x\cos \left(-\Omega t\right)-y\sin \left(-\Omega t\right)}
{\displaystyle y'=x\sin \left(-\Omega t\right)+y\cos \left(-\Omega t\right)}
Kết quả này có thể nhận được bởi một ma trận quay.
Các vectơ {\displaystyle {\vec {\imath }},\ {\vec {\jmath }},\ {\vec {k}}} là các vectơ đơn vị trong hệ quy chiếu quay. Và đạo hàm theo thời gian của các vectơ này sẽ được chứng minh sau đây. Giả sử 2 hệ quy chiếu trùng nhau ở t = 0 và trục z là trục quay. Với chiều quay theo chiều ngược kim hồng hồ với góc quay là Ωt ta có:
{\displaystyle {\vec {\imath }}(t)=(\cos \Omega t,\ \sin \Omega t)}
với các thành phần (x, y) được thể hiện ở hệ quy chiếu quán tính. Tương tự:
{\displaystyle {\vec {\jmath }}(t)=(-\sin \Omega t,\ \cos \Omega t).}
Đạo hàm theo thời gian của các vectơ này là:
{\displaystyle {\frac {d}{dt}}{\vec {\imath }}(t)=\Omega (-\sin \Omega t,\ \cos \Omega t)=\Omega {\vec {\jmath }}\;}
{\displaystyle {\frac {d}{dt}}{\vec {\jmath }}(t)=\Omega (-\cos \Omega t,\ -\sin \Omega t)=-\Omega {\vec {\imath }}.}
Kết quả thu được cũng có thể thể hiện như một tích hữu hướng với vectơ vận tốc góc {\displaystyle {\vec {\Omega }}} hướng theo trục z: {\displaystyle {\vec {\Omega }}=(0,\ 0,\ \Omega )}, cụ thể là:
{\displaystyle {\frac {d}{dt}}{\vec {u}}={\vec {\Omega }}\ {\times }\ {\vec {u}}\,}
với {\displaystyle {\vec {u}}} có thể là {\displaystyle {\vec {\imath }}} hay là {\displaystyle {\vec {\jmath }}}.

### Đạo hàm theo thời gian của 2 hệ quy chiếu
Bây giờ, sự quay sẽ được tổng quát. Nếu hệ quy chiếu quay quay với tốc độ góc {\displaystyle \Omega } quanh một trục {\displaystyle {\Omega }} thì với mỗi vectơ {\displaystyle {\vec {u}}} của hệ quy chiếu quay đều tuân thủ theo phương trình sau:
{\displaystyle {\frac {d}{dt}}{\vec {u}}={\vec {\Omega }}\times {\vec {u}}.}
Nếu chúng ta có một hàm vectơ {\displaystyle {\vec {f}}}:
{\displaystyle {\vec {f}}(t)=f_{x}(t){\vec {\imath }}+f_{y}(t){\vec {\jmath }}+f_{z}(t){\vec {k}}\,}
và chúng ta muốn khảo sát đạo hàm bậc nhất của nó (sử dụng quy tắc nhân của phép vi phân):
{\displaystyle {\frac {d}{dt}}{\vec {f}}={\frac {df_{x}}{dt}}{\vec {\imath }}+{\frac {d{\vec {\imath }}}{dt}}f_{x}+{\frac {df_{y}}{dt}}{\vec {\jmath }}+{\frac {d{\vec {\jmath }}}{dt}}f_{y}+{\frac {df_{z}}{dt}}{\vec {k}}+{\frac {d{\vec {k}}}{dt}}f_{z}}
{\displaystyle ={\frac {df_{x}}{dt}}{\vec {\imath }}+{\frac {df_{y}}{dt}}{\vec {\jmath }}+{\frac {df_{z}}{dt}}{\vec {k}}+[{\vec {\Omega }}\times (f_{x}{\vec {\imath }}+f_{y}{\vec {\jmath }}+f_{z}{\vec {k}})]}
{\displaystyle =\left({\frac {d{\vec {f}}}{dt}}\right)_{r}+{\vec {\Omega }}\times {\vec {f}}(t)\,}
với {\displaystyle \left({\frac {d{\vec {f}}}{dt}}\right)_{r}} là sự thay đổi của {\displaystyle {\vec {f}}} quan sát được trong hệ quy chiếu quay. Chúng ta có thể viết tắt nó như sau:
{\displaystyle {\frac {d}{dt}}{\vec {f}}=\left[\left({\frac {d}{dt}}\right)_{r}+{\vec {\Omega }}\ \times \right]{\vec {f}}.}

### Liên hệ vận tốc giữa 2 hệ quy chiếu
Vận tốc của một vật là đạo hàm theo thời gian vị trí của vật đó, hay là
{\displaystyle {\vec {v}}\ {\stackrel {\mathrm {def} }{=}}\ {\frac {d{\vec {r}}}{dt}}}
Đạo hàm theo thời gian của một vị trí {\displaystyle {\vec {r}}(t)} trong hệ quy chiếu quay có hai thành phần, một là phụ thuộc thời gian do chuyển động của hạt, còn lại là do chuyển động quay của hệ quy chiếu. Áp dụng kết quả của phần trước cho độ dời {\displaystyle {\vec {r}}(t)}, vận tốc trong 2 hệ quy chiếu liên hệ với nhau theo phương trình:
{\displaystyle {\vec {v}}_{i}\ {\stackrel {\mathrm {def} }{=}}\ {\frac {d{\vec {r}}}{dt}}=\left({\frac {d{\vec {r}}}{dt}}\right)_{r}+{\vec {\Omega }}\times {\vec {r}}={\vec {v}}_{r}+{\vec {\Omega }}\times {\vec {r}}\,}
với chữ i nhỏ tức là trong hệ quy chiếu quán tính, và r nhỏ tức là trong hệ quy chiếu quay.

### Liên hệ gia tốc giữa 2 hệ quy chiếu
Gia tốc là đạo hàm bậc 2 của vị trí, hay là đạo hàm bậc nhất của vận tốc:
{\displaystyle {\vec {a}}_{\mathrm {i} }\ {\stackrel {\mathrm {def} }{=}}\ \left({\frac {d^{2}{\vec {r}}}{dt^{2}}}\right)_{\mathrm {i} }=\left({\frac {d{\vec {v}}}{dt}}\right)_{\mathrm {i} }=\left[\left({\frac {d}{dt}}\right)_{\mathrm {r} }+{\vec {\Omega }}\ \times \right]\left[\left({\frac {d{\vec {r}}}{dt}}\right)_{\mathrm {r} }+{\vec {\Omega }}\times {\vec {r}}\right]\,}
với chữ i nhỏ tức là trong hệ quy chiếu quán tính.
Đạo hàm và sắp xếp lại các số hạng ta được:
{\displaystyle {\vec {a}}_{\mathrm {r} }={\vec {a}}_{\mathrm {i} }-2{\vec {\Omega }}\times {\vec {v}}_{\mathrm {r} }-{\vec {\Omega }}\times ({\vec {\Omega }}\times {\vec {r}})-{\frac {d{\vec {\Omega }}}{dt}}\times {\vec {r}}}
với {\displaystyle {\vec {a}}_{\mathrm {r} }\ {\stackrel {\mathrm {def} }{=}}\ \left({\frac {d^{2}{\vec {r}}}{dt^{2}}}\right)_{\mathrm {r} }} là gia tốc thấy được trong hệ quy chiếu quay, số hạng {\displaystyle -{\vec {\Omega }}\times ({\vec {\Omega }}\times {\vec {r}})} biểu diễn lực quán tính ly tâm, và số hạng {\displaystyle -2{\vec {\Omega }}\times {\vec {v}}_{\mathrm {r} }} là hiệu ứng Coriolis.

### Định luật 2 Newton cho 2 hệ quy chiếu
Khi nhân biểu thức gia tốc cho khối lượng của chất điểm, 3 số hạng thêm vào ở bên phải tạo nên các lực ảo trong hệ quy chiếu quay, là những lực xuất hiện trong một hệ quy chiếu phi quán tính, chứ không phải là từ những tương tác của các vật.
Sử dụng định luật 2 Newton {\displaystyle {\vec {F}}=m{\vec {a}}}, ta có:
- Lực Coriolis

{\displaystyle {\vec {F}}_{Coriolis}=-2m{\vec {\Omega }}\times {\vec {v}}_{r}}
- Lực quán tính ly tâm

{\displaystyle {\vec {F}}_{centrifugal}=-m{\vec {\Omega }}\times ({\vec {\Omega }}\times {\vec {r}})}
- và Lực Euler

{\displaystyle {\vec {F}}_{Euler}=-m{\frac {d{\vec {\Omega }}}{dt}}\times {\vec {r}}}
với {\displaystyle m} là khối lượng của vật bị tác dụng của các lực ảo này. Chú ý rằng 3 lực này sẽ biến mất khi hệ quy chiếu không quay, đó là khi {\displaystyle {\vec {\Omega }}={\vec {0}}.}
Gọi gia tốc trong hệ quy chiếu quán tính của vật {\displaystyle {a}_{i}} do tác động của các ngoại lực {\displaystyle {F}_{imp}}. Áp dụng định luật 2 Newton ta có:
{\displaystyle {\vec {F}}_{imp}=m{\vec {a}}_{i}}
Định luật 2 Newton trong hệ quy chiếu quay được viết đầy đủ như sau:
{\displaystyle {\vec {F}}_{r}={\vec {F}}_{imp}+{\vec {F}}_{centrifugal}+{\vec {F}}_{Coriolis}+{\vec {F}}_{Euler}=m{\vec {a}}_{r}.}

## Lực quán tính ly tâm
Bài chi tiết: Lực ly tâm
Trong cơ học cổ điển, lực quán tính ly tâm là một lực hướng ra ngoài liên quan đến sự quay. Lực quán tính ly tâm là một trong một vài lực ảo (còn gọi là lực quán tính). Khác với lực thật, nó không có nguồn gốc là sự tương tác của các vật thể. Thay vào đó, lực quán tính ly tâm có nguồn gốc từ sự quay của hệ quy chiếu mà chúng ta đang khảo sát.

## Hiệu ứng Coriolis
Bài chi tiết: Hiệu ứng Coriolis
Các biểu thức toán học của lực Coriolis xuất hiện vào năm 1835 bởi một nhà khoa học người Pháp Gaspard-Gustave Coriolis khi nghiên cứu về cơ học chất lưu, và cũng xuất hiện trước đó trong các phương trình thủy triều của Pierre-Simon Laplace năm 1778. Đầu thế kỷ 20, lực Coriolis bắt đầu được sử dụng trong khí tượng học.
Có lẽ Trái Đất là hệ quy chiếu quay quen thuộc nhất đối với chúng ta. Vật chuyển động trên bề mặt Trái Đất phải chịu lực Coriolis, và cong về phía bên phải khi ở Bắc Bán Cầu, và về phía bên trái khi ở Nam Bán Cầu. Chuyển động của không khí trong khí quyển và nước ở đại dương là các ví dụ điển hình của hiện tượng này: chúng không chuyển động trực tiếp từ vùng có áp cao đến vùng có áp thấp, mà gió và các dòng chảy có xu hướng cong về phía bên phải khi ở phía bắc Xích đạo, và cong về phía bên trái khi ở phía Nam. Hiệu ứng này trả lời cho sự xoáy của các con lốc lớn.

## Lực Euler
Trong cơ học cổ điển, gia tốc Euler (đặt tên theo Leonhard Euler), cũng có thể biết đến như là gia tốc phương vị hay gia tốc ngang, là một loại gia tốc xuất hiện khi một hệ quy chiếu quay không đều được sử dụng để khảo sát chuyển động và có sự biến đổi vận tốc góc của trục hệ quy chiếu.
Lực Euler là 1 lực ảo tác dụng lên 1 vật có liên quan đến gia tốc Euler bởi công thức F = ma, với a là gia tốc Euler và m là khối lượng của vật.